# Pabianice
Pabianice é um município da Polônia, na voivodia de Łódź e no condado de Pabianice. Estende-se por uma área de 32,99 km², com 64 988 habitantes, segundo os censos de 2019, com uma densidade de 1969,9  hab/km².